# دار العلوم هاثازاري
الجامعة الأهلية دار العلوم معين الإسلام المعروفة باسم دار العلوم هاتهزاري (بالبنغالية: দারুল উলুম হাটহাজারি)‏، هي جامعة أهلية (الديوبندية) تقع في مديرية شيتاغونغ في بنغلاديش. تأسست عام 1896 (1310 هـ) علي نهج و نظام دار العلوم ديوبند ، وهي أكبر وأقدم جامعة إسلامية ديوبندية في جنوب آسيا بعد دار العلوم ديوبند وفقًا لتقرير المكتب الوطني للبحوث الآسيوية لعام 2009، فإن المؤسسة المرموقة تصنف ضمن أفضل عشر مدارس في شبه القارة الهندية.

## التاريخ
تأسست الجمعية الأهلية دار العلوم معين الإسلام لأول مرة عام 1896، ثم نُقلت إلى موقعها الحالي في عام 190. اتخذ عدد قليل من علماء مديرية شيتاغونغ قرارًا بإنشاء المدرسة وفقًا لدستور دار العلوم ديوباند في شمال الهند. ولتطبيق هذا القرار أنشأ حبيب الله مع عبد الواحد وصوفي عزيز الرحمن وعبد الحميد المدرسة.

## أبرز الخريجين
تخرج في جامعة دار العلوم معين الإسلام عدد كبير من العلماء البارزين.
- المفتي محمج فيض الله
- مفتي عبد الرحمن
- شاه أحمد شافي
- ميزان الرحمن سيد
- مفتي إظهار الإسلام
- جنيد بابونغري
- نور الإسلام جهادي